# Johnny "J"
Johnny Lee Jackson (Ciudad Juárez, 28 de agosto de 1969 - Los Angeles, 3 de outubro de 2008), conhecido na indústria da música pelo seu nome artístico Johnny J, foi um rapper, compositor e produtor musical mexicano, criado nos Estados Unidos. Ele ficou mais conhecido pela sua vasta colaboração na produção de canções do rapper Tupac Shakur, mais notadamente nos álbuns All Eyez on Me e Me Against the World, bem como os póstumos. Johnny nasceu em Ciudad Juárez no México mas mudou-se para Los Angeles.
Johnny J foi encontrado morto em 3 de outubro de 2008. De acordo com a autópsia, ele cometeu suicídio. Ele tinha 39 anos de idade. 

## Discografia
- I Gotta Be Me (1994)